# Боярка (Акмолинская область)
Бо́ярка (каз. Боярка) — село в Буландынском районе Акмолинской области Казахстана. Входит в состав Алтындынского сельского округа. Код КАТО — 114035300.

## География
Село расположено в восточной части района, возле озера Байтубет, на расстоянии примерно 31 километров (по прямой) к югу от административного центра района — города Макинск, в 4 километрах к западу от административного центра сельского округа — села Алтынды. 
Абсолютная высота — 382 метров над уровнем моря.
Ближайшие населённые пункты: село Алтынды — на востоке, село Никольское — на юге.
Восточнее села проходит автомобильная дорога республиканского значения — А-1 «Астана — Петропавловск».

## Население
В 1989 году население села составляло 451 человек (из них русские — 57%, немцы — 25%).
В 1999 году население села составляло 353 человека (165 мужчин и 188 женщин). По данным переписи 2009 года, в селе проживало 230 человек (114 мужчин и 116 женщин).
| Численность населения | Численность населения | Численность населения |
| 1989                  | 1999                  | 2009                  |
| --------------------- | --------------------- | --------------------- |
| 451                   | ↘353                  | ↘230                  |

## Улицы[5]
- ул. Приозёрная
- ул. Школьная